# Air-Chair
Air-Chair è la prima sedia progettata da Jasper Morrison.

## Storia
Air-Chair è una sedia monomaterica monoscocca progettata per l'azienda italiana Magis dal designer Jasper Morrison e concepita per essere prodotta con la tecnologia dell'air-moulding dal qualle deriva il nome.

## Descrizione

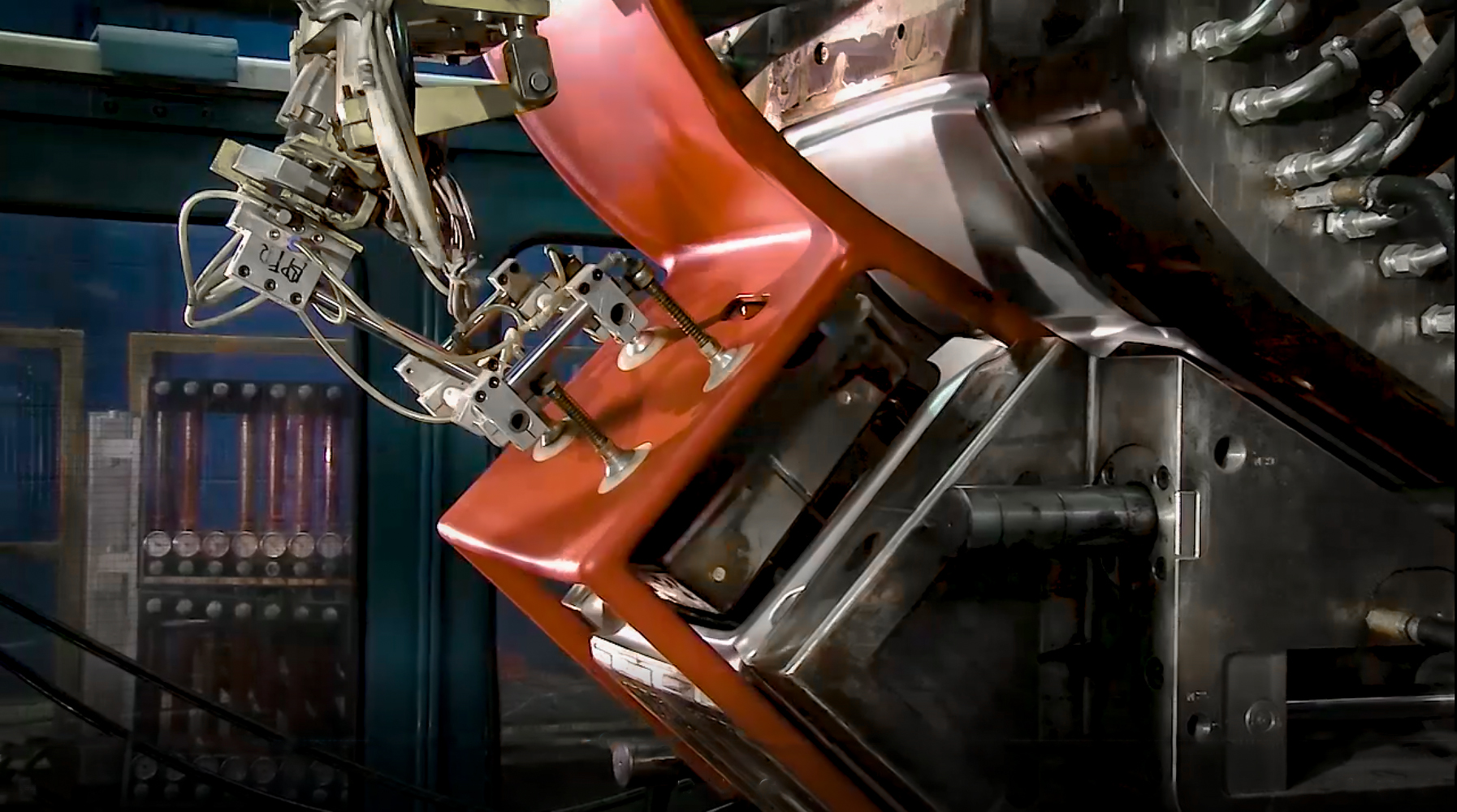
Air-Chair unmolding

Il materiale plastico caricato con fibra di vetro viene immesso all'interno di uno stampo assieme ad un gas inerte che lo fa aderire alle pareti della pressa. La presenza del gas permette la creazione di un vuoto all'interno della sezione plastica, incrementando significativamente il risparmio di materiale e la leggerezza del prodotto finito. Una semplice analogia potrebbe essere quella di un palloncino che viene gonfiato all'interno di una scatola da scarpe. Questa tecnologia richiede l'impiego di stampi millimetricamente progettati, soprattutto per quanto riguarda il percorso del flusso d'aria necessario alla distribuzione del polipropilene. La struttura è costituita di elementi tubolari a sezione ellittica ed ogni pezzo impiega tre minuti per essere realizzato a partire dalla materia grezza.